# Радимно
Радѝмно (на полски: Radymno) е град в Югоизточна Полша, Подкарпатско войводство, Ярославски окръг. Административен център е на селската Радимненска община, без да е част от нея. Самият град е обособен в самостоятелна градска община с площ 13,62 км2.

## Население
Според данни от полската Централна статистическа служба, към 1 януари 2014 г. населението на града възлиза на 5 501 души. Гъстотата е 404 души/км2.